# Jacob Collins-Levy
Jacob Collins-Levy, född 18 mars 1992, är en australisk skådespelare.
Collins-Levy har bland annat medverkat i TV-serierna The White Princess och Young Wallander. Han har även medverkat i filmen True History of Kelly Gang.

## Filmografi (i urval)
- 2017 – The White Princess (TV-serie)
- 2019 – True History of the Kelly Gang
- 2020 – Young Wallander (TV-serie)